# 金武町立金武小学校
金武町立金武小学校（きんちょうりつ きんしょうがっこう）は、沖縄県国頭郡金武町金武にある公立小学校。

## 沿革
出典
- 1882年（明治15年）3月15日 - 金武番所内1番地に金武小学校創設。
- 1884年（明治17年） - 校地30坪を購入し、校舎（30坪）・職員室（5坪）が完成。
- 1896年（明治29年） - 金武尋常小学校と改称。
- 1897年（明治30年） - 校舎（134坪の瓦ぶき）を現敷地に新築し、移転。国頭高等小学校の分教場が本校内に設置される。
- 1902年（明治35年） - 高等科が併置され、金武尋常高等小学校と改称。
- 1903年（明治36年） - 校舎が、増築され、総坪301坪となる。
- 1908年（明治41年） - 義務教育が2年延長され、尋常科6年、高等科2年となる。
- 1922年（大正11年）10月26日 - 仮設校舎2棟残し、校舎が全焼。
- 1924年（大正13年）9月 - 沖縄県内初の鉄筋コンクリート校舎を起工。
- 1925年（大正14年）8月 - 校舎竣工（総坪数355坪）。
- 1927年（昭和2年） - 児童文集名を「岳洋」と決定される。
- 1932年（昭和7年）10月25日 - 創立50周年記念式典挙行し、校旗樹立。
- 1941年（昭和16年）3月 - 国民学校令により、金武国民学校と改称。
- 1945年（昭和20年）3月 - 沖縄戦により、糸満校長が殉職した。
- 1946年（昭和21年）
  - 1月15日 - 金武初等学校として再出発。
  - 6月5日 - 付属幼稚園が設立される。
  - 10月27日 - 終戦後第一回の運動会開催。
- 1947年（昭和22年）
  - 1月29日 - 美里原分教場設置。
  - 3月13日 - コンセット4棟を設け、分教場の児童を本校へ移転収容。
- 1948年（昭和23年）4月1日 - 633制度により、新制金武初等学校としてスタートする。金武中学校は、校舎完成まで、当分西川（現:保育所）校舎を使用。
- 1956年（昭和31年） - PTA結成式挙行。
- 1965年（昭和40年）4月10日 - 公立幼稚園が併置される。
- 1967年（昭和42年）
  - 2月20日 - 創立85周年記念図書館竣工。
  - 3月15日 - 創立85周年記念式典挙行。
- 1970年（昭和45年）5月6日 - センター方式による学校給食開始。
- 1971年（昭和46年）12月20日 - 体育館落成式挙行。
- 1972年（昭和47年）5月15日 - 沖縄の本土復帰より、金武村立金武小学校と改称。
- 1973年（昭和48年）11月19日 - 管理棟と特別教室が竣工。
- 1976年（昭和51年）
  - 5月23日 - PTAの協力により郷土資料室を設ける。
  - 6月1日 - プール完成。
  - 9月1日 - 校内カラーテレビ放送開始。
- 1980年（昭和55年）4月 - 金武村の町制施行により、金武町立金武小学校と改称。
- 1981年（昭和56年）9月27日 - この日開催の運動会を「100周年記念大運動会」として開催。
- 1982年（昭和57年）3月13日 - 創立100周年記念式典挙行、引き続き祝賀会開催。
- 1983年（昭和58年）
  - 3月25日 - 校舎建築第1期工事完了。
  - 9月12日 - 校舎建築第2期工事起工式挙行。
- 1984年（昭和59年）3月26日 -
- 1996年（平成8年）
  - 9月4日 - 運動場散水施設完成。
  - 9月12日 - 掲揚台グラウンド南側に完成。
- 1997年（平成9年）
  - 1月29日 - 体育館東側にサクラの木植樹（町経済課）。
  - 4月12日 - 金武郵便局より寄贈された日時計を中庭に設置。
- 1998年（平成10年）4月1日 - 給食運搬用道路の工事完成。
- 1999年（平成11年）
  - 3月6日 - 6年生児童によるタイムカプセル埋設（2007年1月の成人式に再会誓う）。
  - 5月25日 - 図書館の靴箱の屋根完成。
  - 8月2日 - 管理棟壁の腐食、水漏れ修理工事実施。
  - 8月8日 - コンピュータ室の改修工事と体育館のグラウンドピアノ購入。
  - 9月18日 - PTA作業により、「中庭の歩道コンクリート敷設」を行った。
- 2000年（平成12年）
  - 3月18日 - タイムカプセル埋設（2008年の成人式に開封予定）。
  - 8月31日 - 飼育改修と砂場修理実施。
  - 9月11日 - 教育棟西と管理等の水道配管修理実施。
  - 11月18日 - PTA作業により、学教育棟の廊下ペンキ塗装実施。
  - 12月 - 横雨防止の為の玄関の壁工事実施。
  - 12月7日 - 図書館インターネットパソコン設置。
- 2001年（平成13年）
  - 1月27日 - 1学年～4学年トイレの改修工事実施。
  - 3月17日 - タイムカプセル埋設（2009年成人式に開封予定）。
  - 9月28日 - 屋上修理とフェンス工事終了。
- 2002年（平成14年）8月12日 - 管理棟と渡り廊下防水工事終了。
- 2003年（平成15年）4月19日 - プール補修工事開始。
- 2005年（平成17年）2月3日 - 運動場西側塀の改修工事終了。
- 2006年（平成18年）7月7日 - 嘉陽小（名護市）との交流会。
- 2009年（平成21年）
  - 9月24日 - プール工事始まる（完成予定:平成22年3月31日）。
  - 12月18日 - 管理棟建設始まる（完成予定:平成22年8月）。
- 2010年（平成22年）10月8日 - 管理棟完成落成式挙行。
- 2012年（平成24年）1月31日 - 運動場整備事業として建設されたスタンドが完成。
- 2014年（平成26年）8月12日 - 校務用パソコンOSをWindows7へ切り替え。
- 2016年（平成28年）3月2日 - 堆肥小屋完成。
- 2020年（令和2年）
  - 3月2日 - この日から5月20日まで、新型コロナウイルス感染症対策に係る臨時休業の措置を採る。
  - 5月21日 - 学校再開。
- 2021年（令和3年）
  - 3月31日 - GIGAスクール構想による環境整備で、「HP端末・Chromebook558台」整備。
  - 6月8日 - この日から6月20日まで、新型コロナウイルス感染症対策に係る臨時休業の措置を採る。
  - 8月20日 - この日から9月26日まで、新型コロナウイルス感染症対策に係る臨時休業の措置と分散授業実施。
- 2022年（令和4年）2月8日 - 体育着の男女統一。ただし、2024年（令和6年）までは移行期間とし、2025年（令和7年）から完全統一。
- 2023年（令和5年）2月24日 - 学校文集「岳洋」廃刊。

## 通学区域
出典
- 金武（1区・2区）
- 並里（3区・4区）

## 進学先中学校
- 金武町立金武中学校

## 周辺
- 金武町立金武幼稚園 - 同一建物内で、かつ進学前幼稚園のひとつ。
- 金武バプテスト教会 - 金武町道をはさんで、敷地が隣接。
- 金武町立金武中学校
- 国道329号線

以下は国道329号線沿いに位置する。
- 金武文化堂（文房具店）
- ファミリーマート金武大通り店
- 金武郵便局
- 金武町役場

## アクセス
- 沖縄バス22系統「名護・うるま線」・77系統「名護東線」で、「金武小学校入口」停留所より、
  - 中部病院行（うるま市・22系統）・那覇バスターミナル行（77系統）のりばから、徒歩約120m・約2分。
  - 名護バスターミナル行のりばから、徒歩約160m・約3分。
- 沖縄自動車道金武ICから、車で約3.3km・約6分。